# 西費城
西費城（英語：West Philadelphia）是美國賓夕法尼亞州最大城市費城的西部地區，東面由斯庫爾基爾河開始，西北以市行大道（City Line Avenue）為界，西南至卡波斯河，總面積達14.2平方英里（37平方）。根據2010年美國人口普查統計，西費城人口為216,433，覆蓋的郵區包括：19104、19131、19139、19143和19151，當中76.2%為黑人，17.1%為歐洲白人後裔，2.0%屬拉丁裔，1.9%是美洲土著，亞洲人種只佔1.5%。